# アル・アリ競技場
アル・アリ・スタジアム（阿: ملعب الأهلي القطري、英: Al-Ahly Stadium）はカタールのドーハにある、競技場である。本来の読みに近いのはアル・アハリであり、近年では日本語メディアもアル・アハリ・スタジアムと表記している。

## 概要
ドーハ市街地の南部、ドーハ国際空港の西約3kmに位置し、主にサッカーの試合などが行なわれる。
近年はハリーファ国際スタジアムなどが建設されたこともあって、ビッグゲームは行なわれていない。
1988年にはカタールで行なわれたアジアカップの決勝戦の他、1993年10月には1994 FIFAワールドカップアジア最終予選で日本代表がイラク代表と対戦し、「勝利して本選出場を決める」寸前で同点とされ出場を逃した「ドーハの悲劇」の舞台としても知られている。その日本代表は2011年にカタールで開催されたアジアカップではここを練習場として調整を行なっている。
2022年にカタールで開催されたワールドカップではコスタリカの練習拠点となった。